# Aga Khan Palace

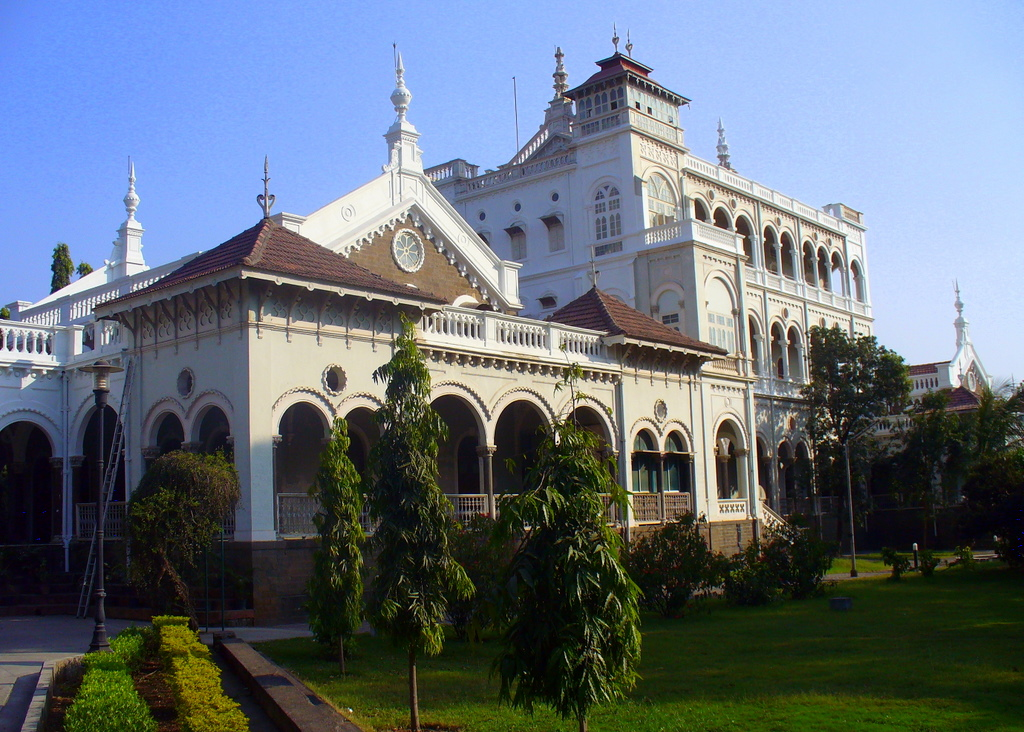
Pune, der Palast im Jahr 2007

Der Aga Khan Palace (Marathi आगाखान पॅलेस) in Pune, Indien, ist heute teilweise Sitz eines bedeutenden Museums für Indien. Dort wurden vom 9. August 1942 bis zum 6. Mai 1944 Mahatma Gandhi, seine Frau Kasturba und andere Schlüsselfiguren der indischen Unabhängigkeitsbewegung wegen der Initiierung der Quit-India-Bewegung gegen die britische Herrschaft während des Zweiten Weltkriegs interniert. Der Palast wurde 1892 unter Sultan Muhammed Shah Aga Khan III. als Arbeitsbeschaffungsmaßnahme für die lokale Bevölkerung während einer Hungersnot errichtet und von seinem Sohn 1969 dem indischen Volk geschenkt.

## Details zum Gebäude und dem angrenzenden Garten
Auf dem Gelände befinden sich auch die Erinnerungssteine an die Einäscherungsplätze von Kasturba Gandhi und Mahadev Desai.
2003 nahm die Kulturbehörde Archaeological Survey of India (ASI, auch in der Funktion des Denkmalschutzes) das Bauwerk in die Liste der Monumente von nationaler Bedeutung auf.

### Bilder

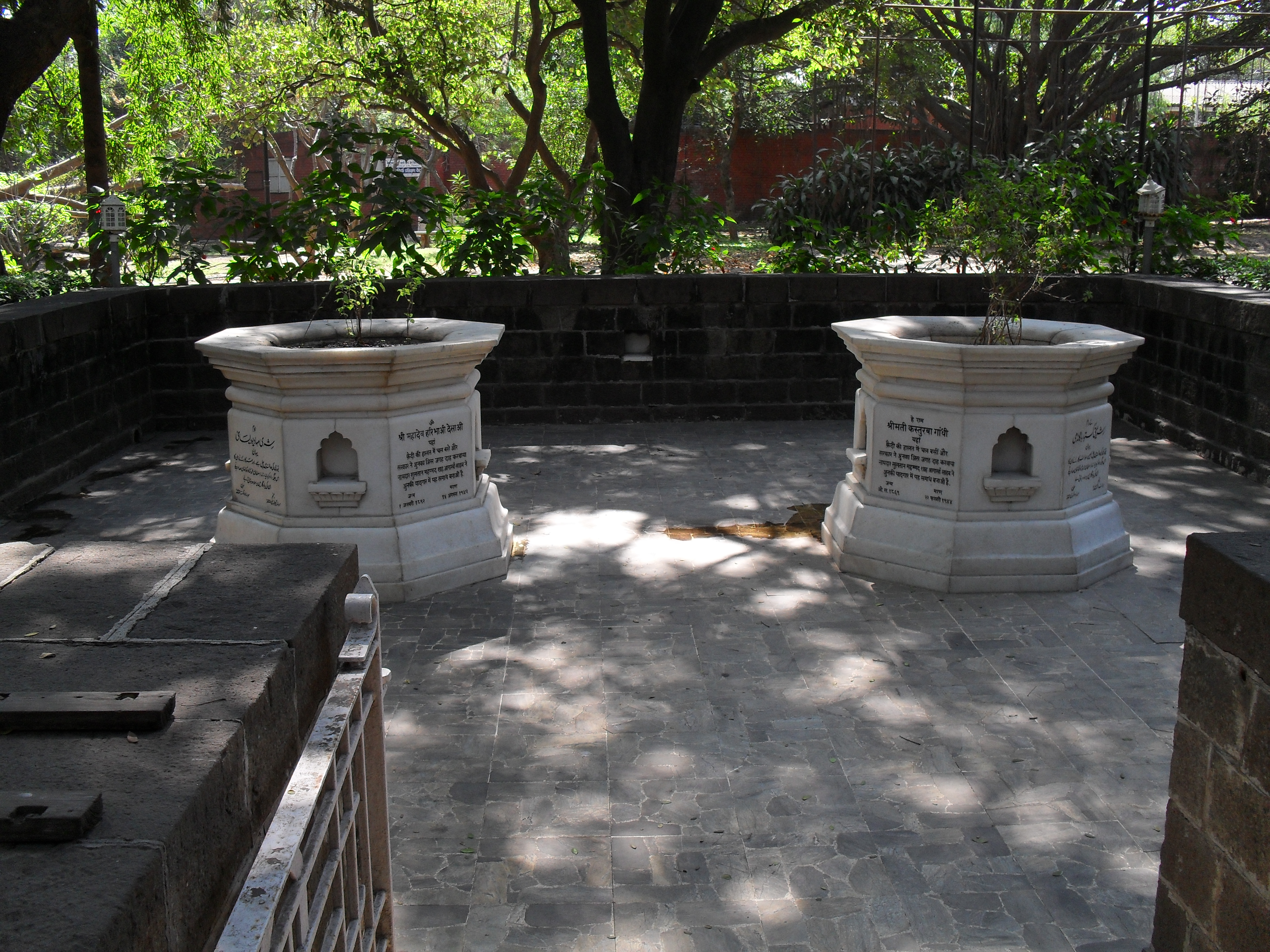
Erinnerung an die Einäscherung von Kasturba Gandhi
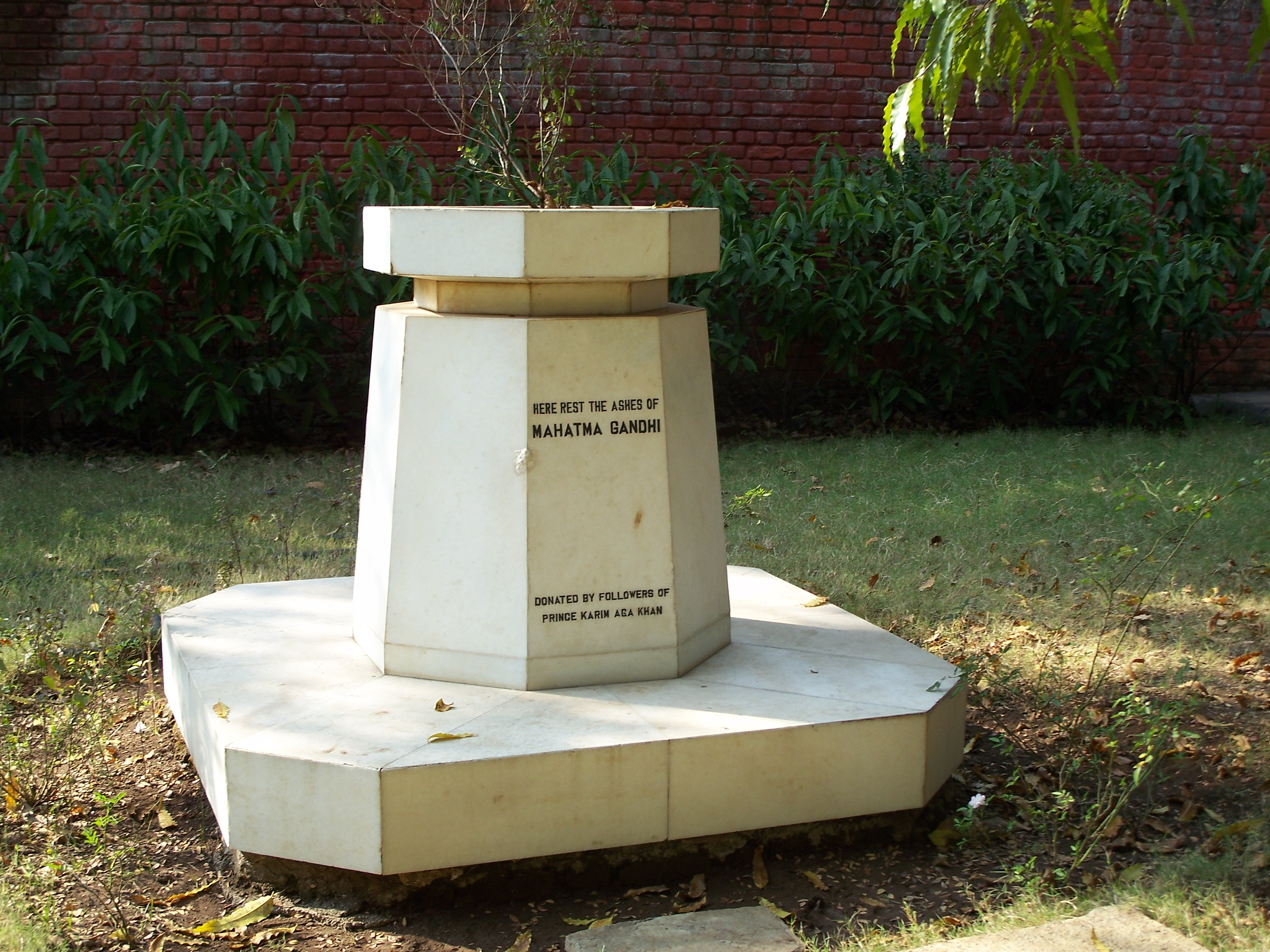
Ein Teil der Asche Gandhis
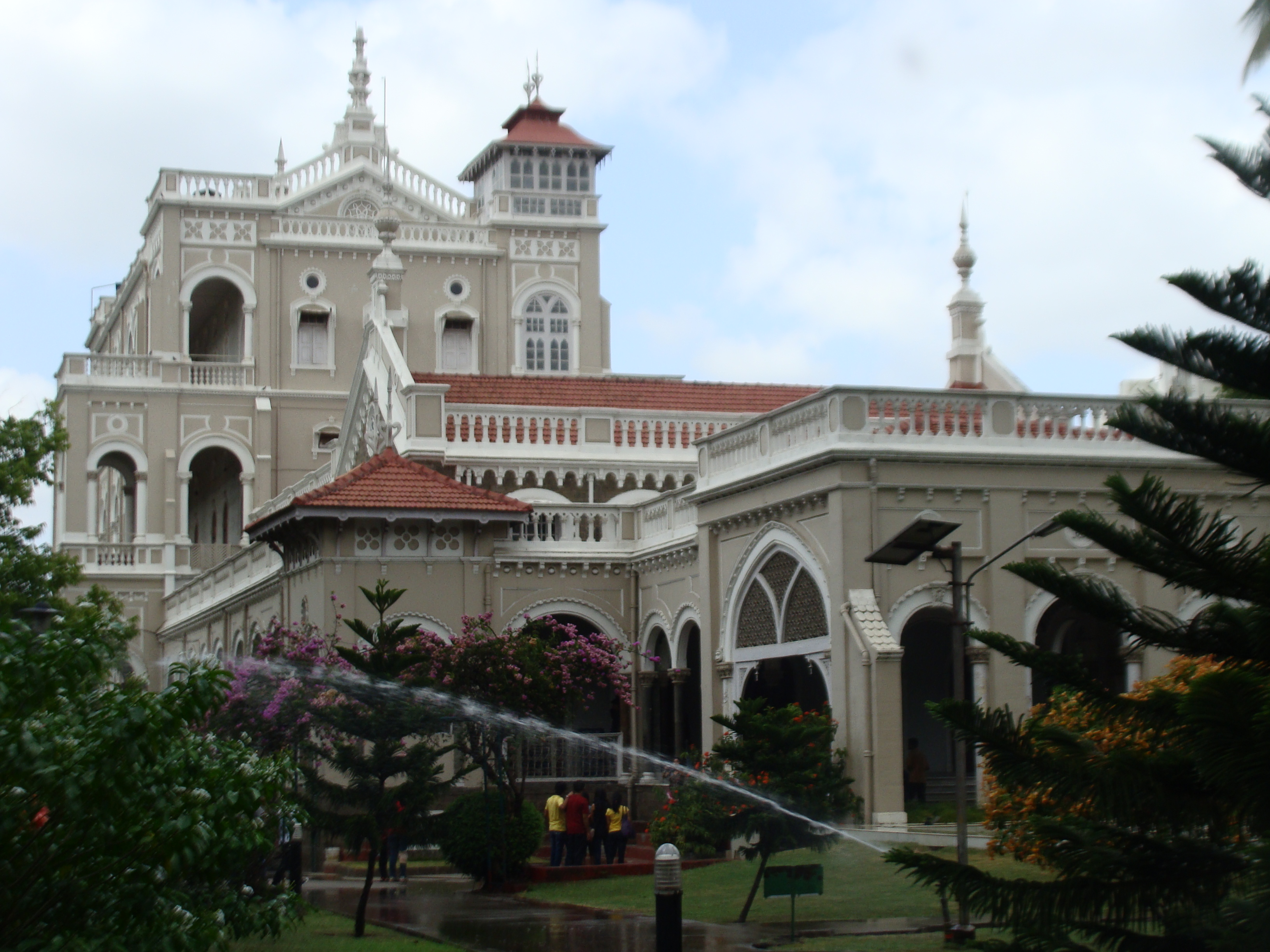
Eingangsseite
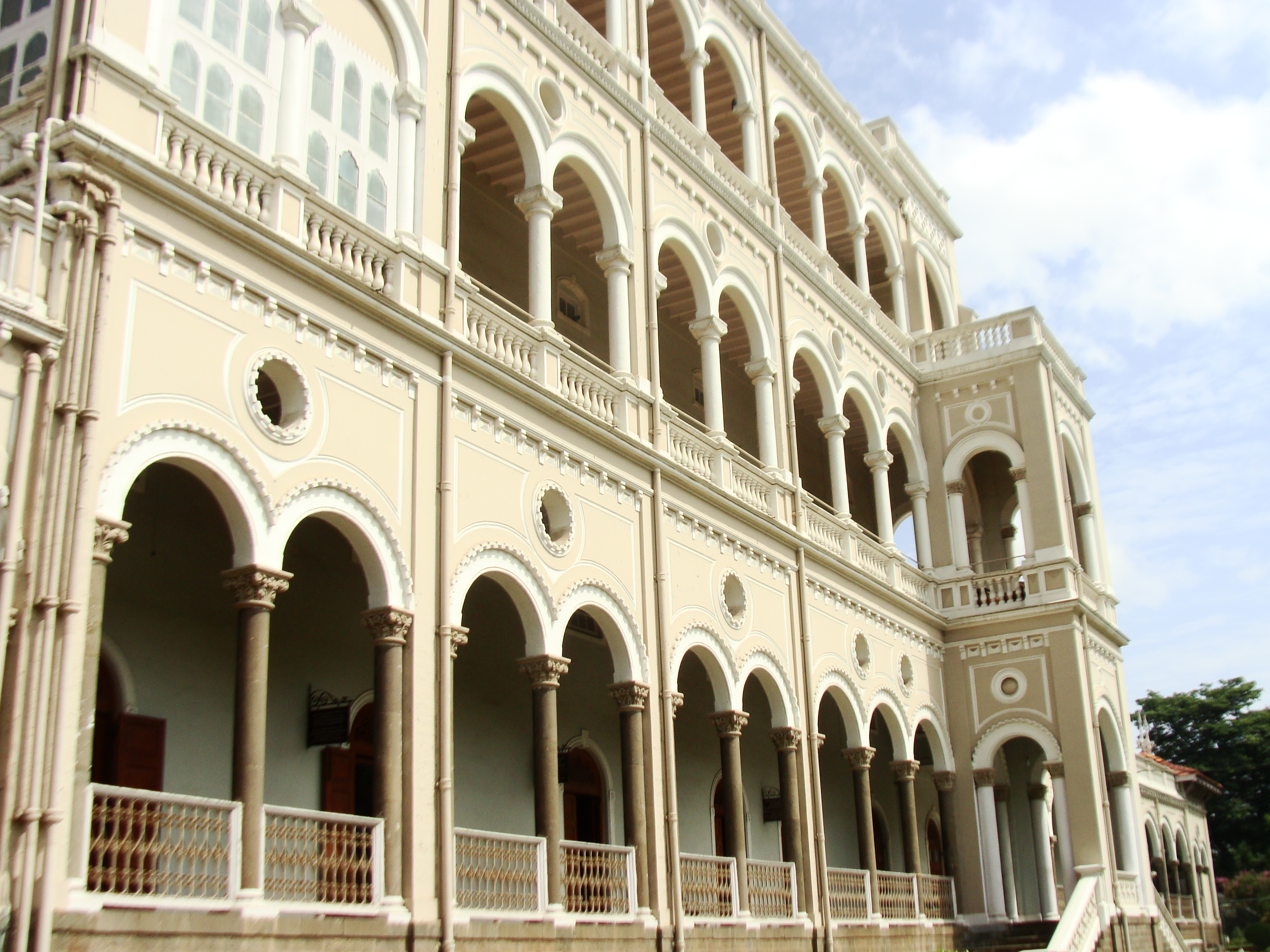
Seitenansicht
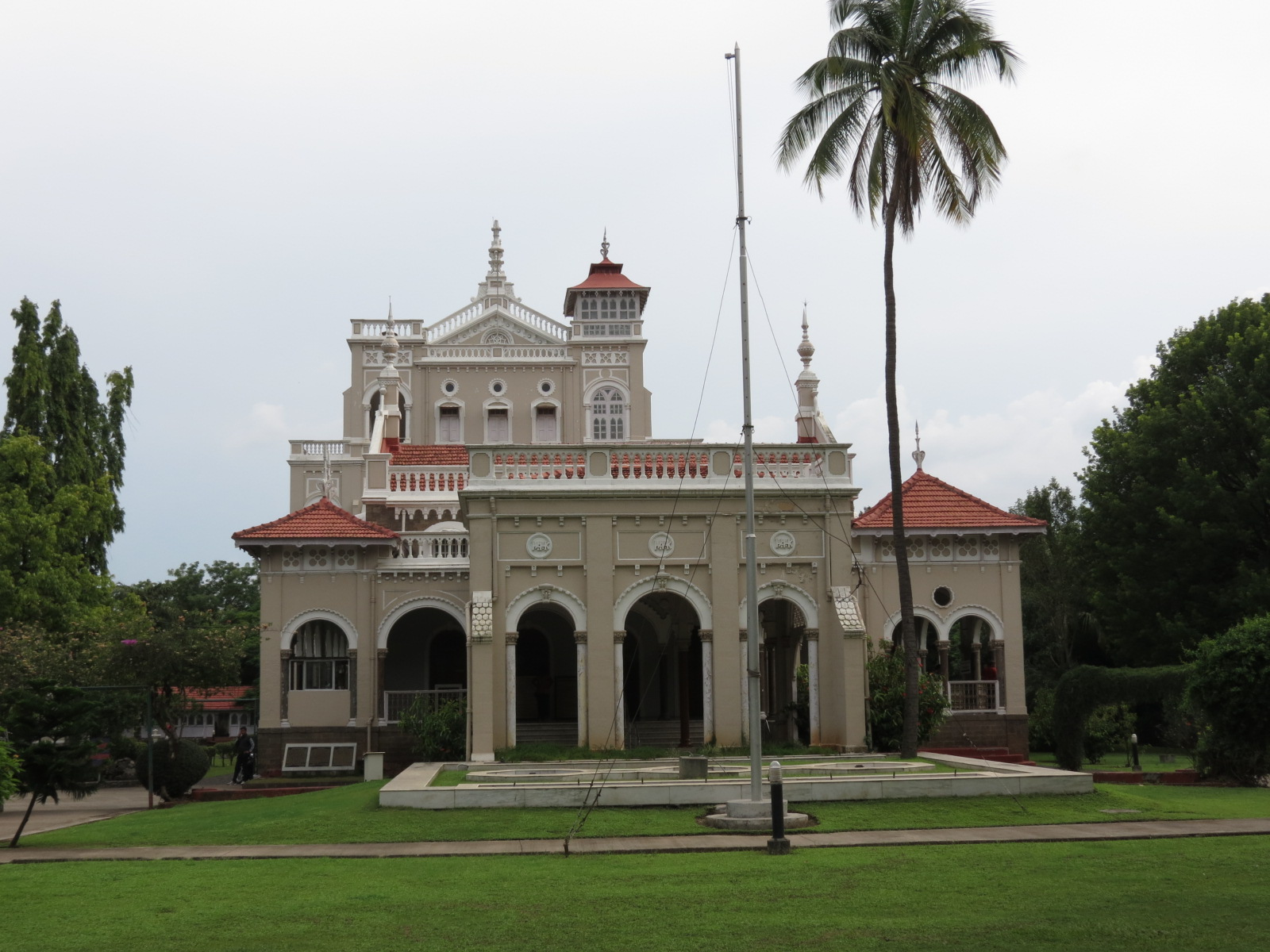
आगा खान पॅलेस
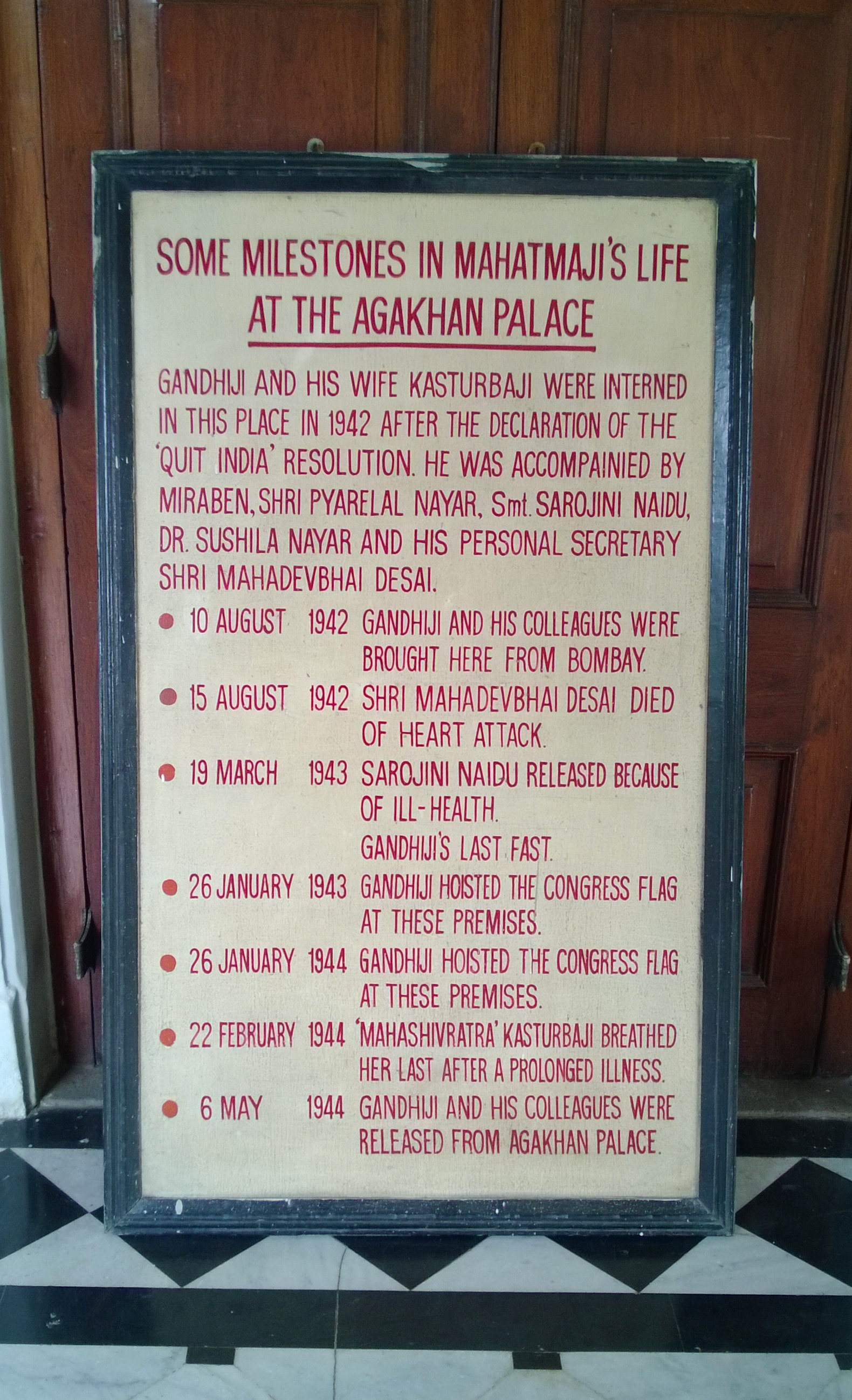
Milestone of Gandhi’s Life
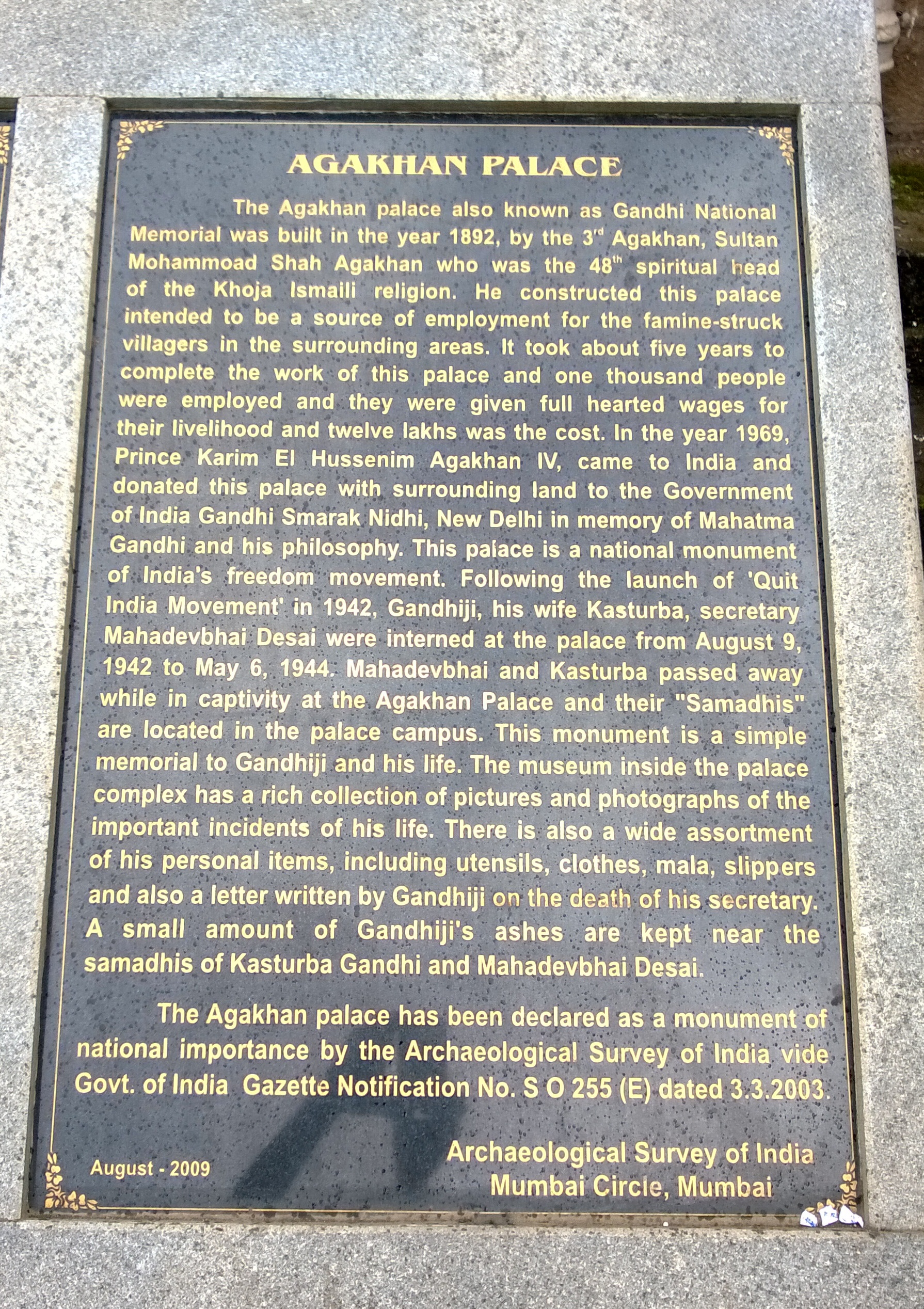
Denkmalstafel
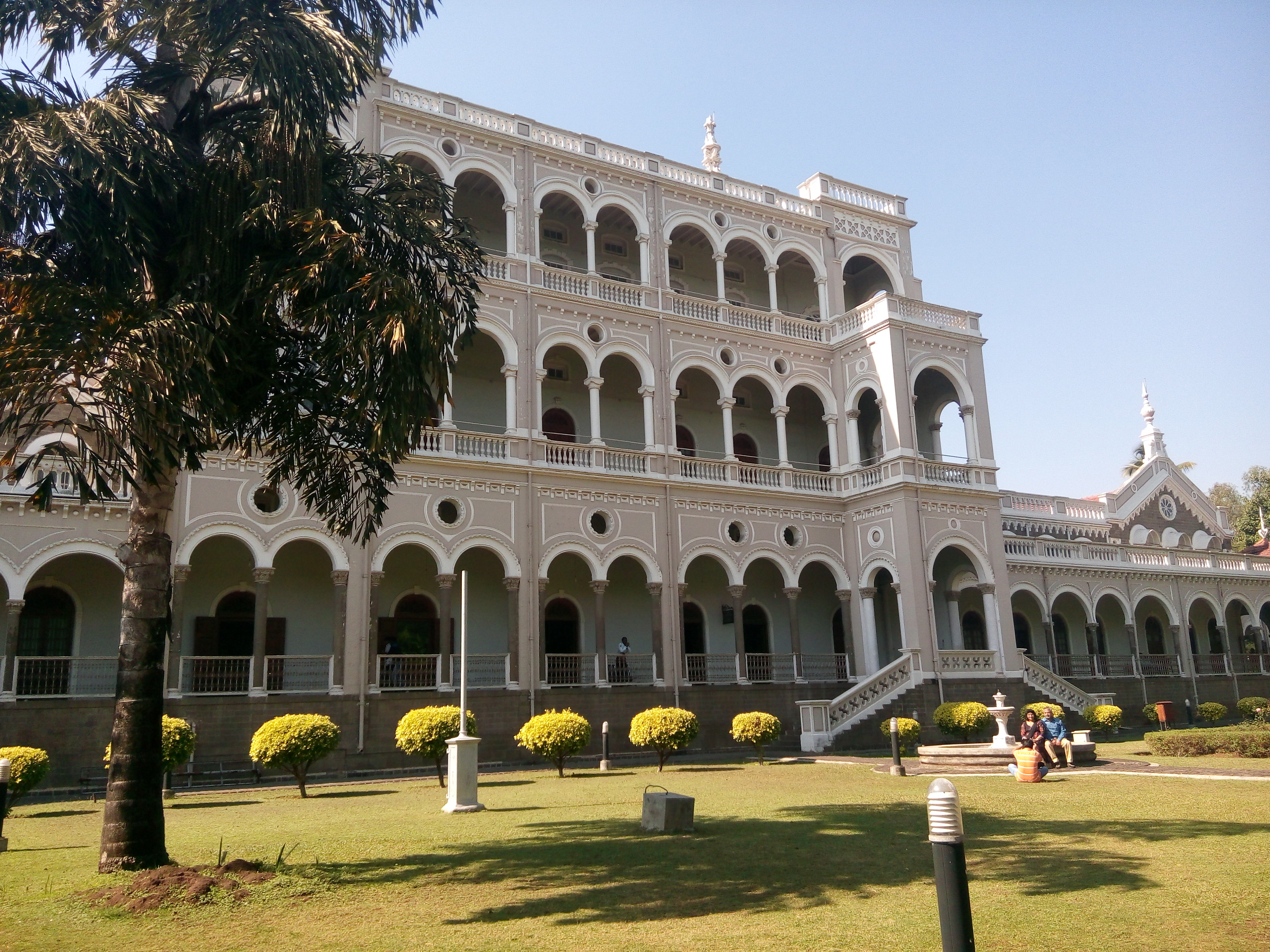
Seitenansicht

Lage: im Süden vom Flughafen und vom Stadtteil Viman Nagar, westlich der Kreuzung von Nagar Road und New Airport Road.

## Trivia
Der Palast erscheint im indisch-britischen Gandhi-Film von Richard Attenborough (1982) als Hintergrund für die Szenen von der Gefangenschaft führender Kongress-Mitglieder und dem Tod von Desai und Kasturba während dieser Gefangenschaft. In den Szenen gibt Gandhi u. a. einem Kriegsreporter ein Interview und Kasturba wird von Margaret Bourke-White interviewt.